# ماري فيرغيز
ماري بوثيسيل فيرغيز (1925-1986) طبيبة هندية وكانت من أوائل رواد الطب الطبيعي وإعادة التأهيل في البلاد. ترعرعت ماري فيرغيز في منزل حيث كان الحب والاحترام عاملين رئيسيين في أسرتها المتماسكة. كانت تهتم بالآخرين وتريد المساهمة في مجتمعها بأي طريقة ممكنة. في عام 1963، تولت مسؤولية أول قسم للطب الطبيعي وإعادة التأهيل مع منشأة للمرضى الداخليين في الهند في كلية الطب المسيحية [الإنجليزية]، فيلور. وكان لها دور فعال في توسيع خدمات الإدارة مع إنشاء أول معهد لإعادة تأهيل المرضى الداخليين في البلاد في عام 1966. تقديراً لمساهماتها في مجال الطب، حصلت على جائزة بادما شري من قبل حكومة الهند في عام 1972.
وقد تم تأسيس جائزة في ذكراها من قبل صندوق ماري فيرغيز، ومُنِحت جائزة الدكتورة ماري فيرغيز الأولى للتميز في تمكين القدرة في عام 2012 إلى س. راماكريشنان، مؤسس ورئيس عمار سيفا سانغام. حتى يومنا هذا، يُنظر إلى ماري فيرغيز على أنها طبيبة وامرأة محترمة سعت جاهدة لتحسين حياة الناس.

## النشأة والتعليم
ولدت ماري فيرغيز في قرية شيراي [الإنجليزية]، كوشين، كيرالا الهند، لأسرة مزدهرة. كان والدها قائداً محترماً في الكنيسة والمجتمع المحلي. بعد دراستها في مدرسة الاتحاد الثانوية في شيري، التحقت ماري بكلية مهراجا [الإنجليزية]، إرناكولام، لدراستها الجامعية. وبعد أن كانت ماري فيرغيز من بين خمس وسبعين امرأة تمت دعوتهم إلى مقابلات فيلور، وُضعت على قائمة الانتظار. النساء الخامسات رُفِضوا وماري دخلت وقابلت الدكتور إيدا س. سكودر [الإنجليزية]، مؤسس المؤسسة، للمرة الأولى من وقت قبولها في الدورة. وقد حصلت على تدريبها في الطب في كلية الطب المسيحية، فيلور بين عامي 1946 و 1952. وبعد أن أنهت تدريبها في الطب، طمحت إلى التخصص في طب النساء، فالتحقت بقسم أمراض النساء. وقد كرست نفسها لتحمل الحياة التي أرستها على أساس الإيمان والطب من خلال عملها في العديد من العيادات.
وجدت ماري أنه من السلمية أن تحصل على التعليم الطبي وكذلك بناء إيمانها والعلاقة مع الله.

## إصابة الحبل الشوكي والسنوات اللاحقة

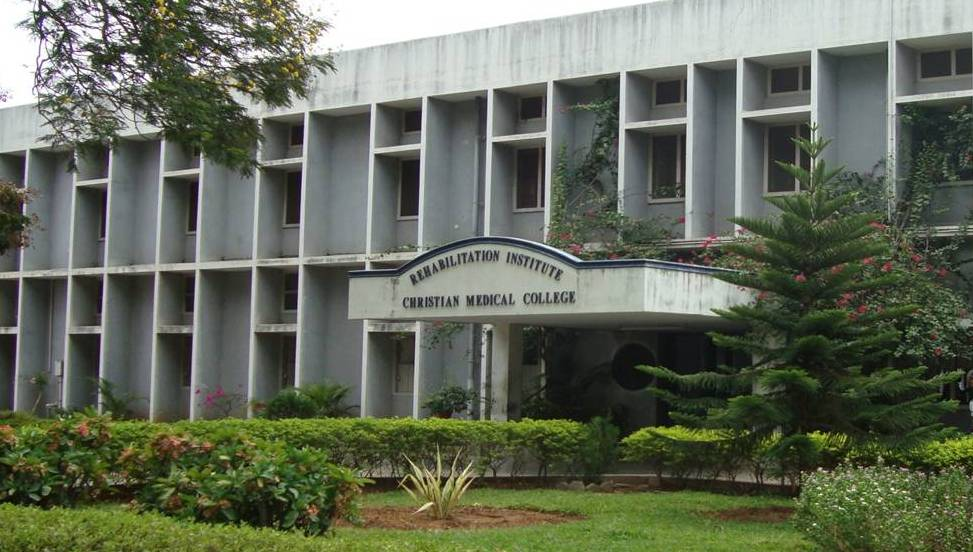
معهد إعادة التأهيل، فيلوري

بعد تخرجها، كانت هي وبعض زملائها مع رئيس طب النساء، الطبيب كارول جيمسون، يسافرون في سيارة حيث أصيبت في حادث سير في عام 1954 أسفر عن إصابة كاملة في الحبل الشوكي. أصبحت مشلولة من الخصر إلى أسفل (إصابة منتصف الصدر. جميع زملائها في الحادث تعافوا، باستثناء ماري. تم تشخيص إصاباتها من قبل الطبيب بول براند [الإنجليزية]، الذي كان في وقت لاحق معلمها والذي تعلمت منه الحياة الجراحية المتعلقة بإعادة تأهيل الجذام. وأشار براند إلى أنها يمكن أن تجلس على كرسيها المتحرك وتعمل على أيدي الأشخاص المصابين بمرض هانسن. بعد دورة إعادة التأهيل في مركز إعادة التأهيل الأسترالي، بيرث، حصلت فيرجيز على زمالة في معهد الطب الطبيعي وإعادة التأهيل، نيويورك، تحت إدارة الطبيب هوارد راسك، وهو رائد في هذا المجال. بعد إكمال زمالتها في عام 1962، عادت إلى الهند لترأس قسم الطب الطبيعي وإعادة التأهيل في كلية الطب المسيحية، فيلور. وقد بدأت العمل في معهد إعادة التأهيل في عام 1966، وترأست أول وحدة لإعادة التأهيل البدني التي تعمل بكامل طاقتها في البلد. وقد شاركت في تقديم خدمات إعادة التأهيل للأشخاص الذين يعانون من إصابات في الحبل الشوكي والجذام وإصابات في الدماغ. استمرت في العمل في كلية الطب المسيحية حتى عام 1976.
سيرتها الذاتية بعنوان «خذ يدي: قصة رائعة للدكتورة ماري فيرغيز»، التي ألفتها دوروثي كلارك ويلسون ونشرت في عام 1963.

## الجوائز

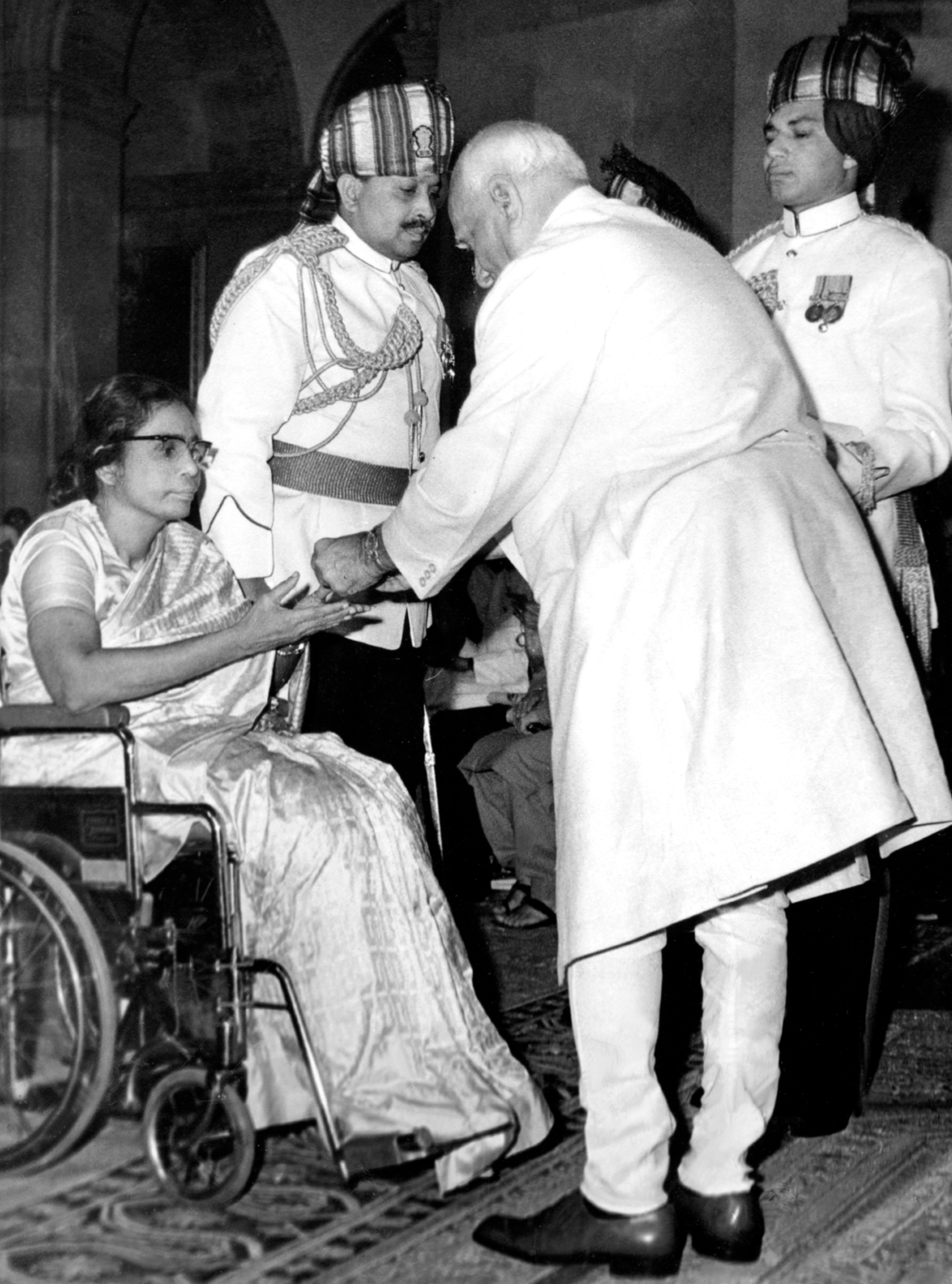
ماري فيرغيز تحصل على جائزة بادما شري

وتقديراً لمساهماتها في الطب، لا سيما في مجال إعادة التأهيل البدني في الهند، حصلت ماري فيرغيز على جائزة بادما شري من رئيس الهند آنذاك، شيري فاراهاغيري فينكاتا غيري في عام 1972. وقد حصلت على جائزة الرؤية العالمية في عام 1985. وشملت هذه الجوائز عملها الرائد داخل مجتمعها والآثار الأبدية التي حققتها. بالإضافة إلى ذلك، مُنِحت في عام 2012 جائزة ماري فيرغيز، وجائزة الدكتورة ماري فيرغيز الأولى للتميز في تمكين القدرة تكريما لها.

## الموت والإرث
توفيت فيرغيز في ديسمبر 1986 في فيلور. وقد تم تسمية معهد إعادة التأهيل الذي أنشأته تكريما لها. ولا يزال صندوق ماري فيرغيز الذي بدأته في عام 1986 يقوم بإجراء برامج تدريب مهني للأشخاص ذوي الإعاقة البدنية. كما تقوم ايضاً بإجراء برنامج الالتقاء السنوي للأشخاص ذوي الإعاقة، «رحاب ميلا». وفي عام 2012، تأسست مؤسسة جائزة ماري فيرغيز.

## معهد إعادة التأهيل، فيلوري
معهد ماري فارغيز لإعادة التأهيل هو جزء من قسم الطب الطبيعي وإعادة التأهيل في كلية الطب المسيحية فيلوري. ويواصل معهد إعادة التأهيل في باغايم، فيلوري، مساعدة الأشخاص ذوي الإعاقة.
يعالج المعهد الأشخاص المصابين بجرح في الحبل الشوكي، والسكتة الدماغية، وإصابة الدماغ أو الرأس، وبتر الأطراف (الأطراف المفقودة)، والأطفال المصابين بالشلل الدماغي والعديد من المشاكل الأخرى الأقل شيوعًا. وتُذكر الدكتورة ماري باستمرار باعتبارها كانت رائدة. وكعضوة معوقة في مجتمعها المحلي تعاني من نقص في الموارد، عادت الدكتورة ماري إلى الهند مع معهد إعادة التأهيل وبدأت في استقبال المرضى. ساهمت الدكتورة ماري في معهد التأهيل في بجايام من خلال إنشاء صندوق من أجل جمع الأموال للأشخاص الذين لا يستطيعون تحمل تكاليف هذه الخدمات وعلاجات الإعاقة.
بالإضافة إلى الأقسام السريرية للمرضى الداخليين والعيادات الخارجية، وهو مرفق جيد يحتوي على عيادات خاصة في أيام مختلفة من الأسبوع. مع مجموعة متنوعة من الرعاية، كما أنه يواصل البحوث الجارية لتحسين الأطراف الاصطناعية، لديها معدات فعالة من حيث التكلفة، ودمج الواقع الافتراضي مع إعادة التأهيل، والبحوث المتقدمة في تجديد الحبل الشوكي.
تم افتتاح المعهد من قبل وزير الصحة في الاتحاد آنذاك الدكتور سوشيلا نايار، في 26 نوفمبر 1966.

## حائزون على جائزة ماري فيرغيز
| السنة | المستلم        | المنظمه                              |
| ----- | -------------- | ------------------------------------ |
| 2012  | س. راماكريشنان | عمار سيفا سانغام، تاميل نادو         |
| 2013  | كاريفبيل ربيعة | تشالانام، كيرالا                     |
| 2014  | ن. س. هيما     | جمعية الأشخاص ذوي الإعاقة، كارناتاكا |
| 2015  | سي. أنتونيسامي | ووورث ترست، كاتبادي، تاميل نادو      |

## وصلات خارجية
- قسم الطب الطبيعي والتأهيل
- معهد التأهيل في باغايم